# Gonostomatidae
Famille
Les Gonostomatidae sont une famille de poissons de l'infra-classe des téléostéens (Teleostei).

## Liste des genres
Selon ITIS :
- genre Bonapartia Goode & Bean, 1896
- genre Cyclothone Goode & Bean, 1883
- genre Diplophos Günther, 1873
- genre Gonostoma Rafinesque, 1810
- genre Manducus Goode & Bean, 1896
- genre Margrethia Jespersen & Tåning, 1919
- genre Sigmops Gill, 1883
- genre Triplophos Brauer, 1902